# Tätskivig hätting
Tätskivig hätting (Conocybe pilosella) är en svampart som först beskrevs av Christiaan Hendrik Persoon, och fick sitt nu gällande namn av Robert Kühner 1935. Tätskivig hätting ingår i släktet Conocybe och familjen Bolbitiaceae.  Arten är reproducerande i Sverige. Inga underarter finns listade i Catalogue of Life.